# 國光勳章

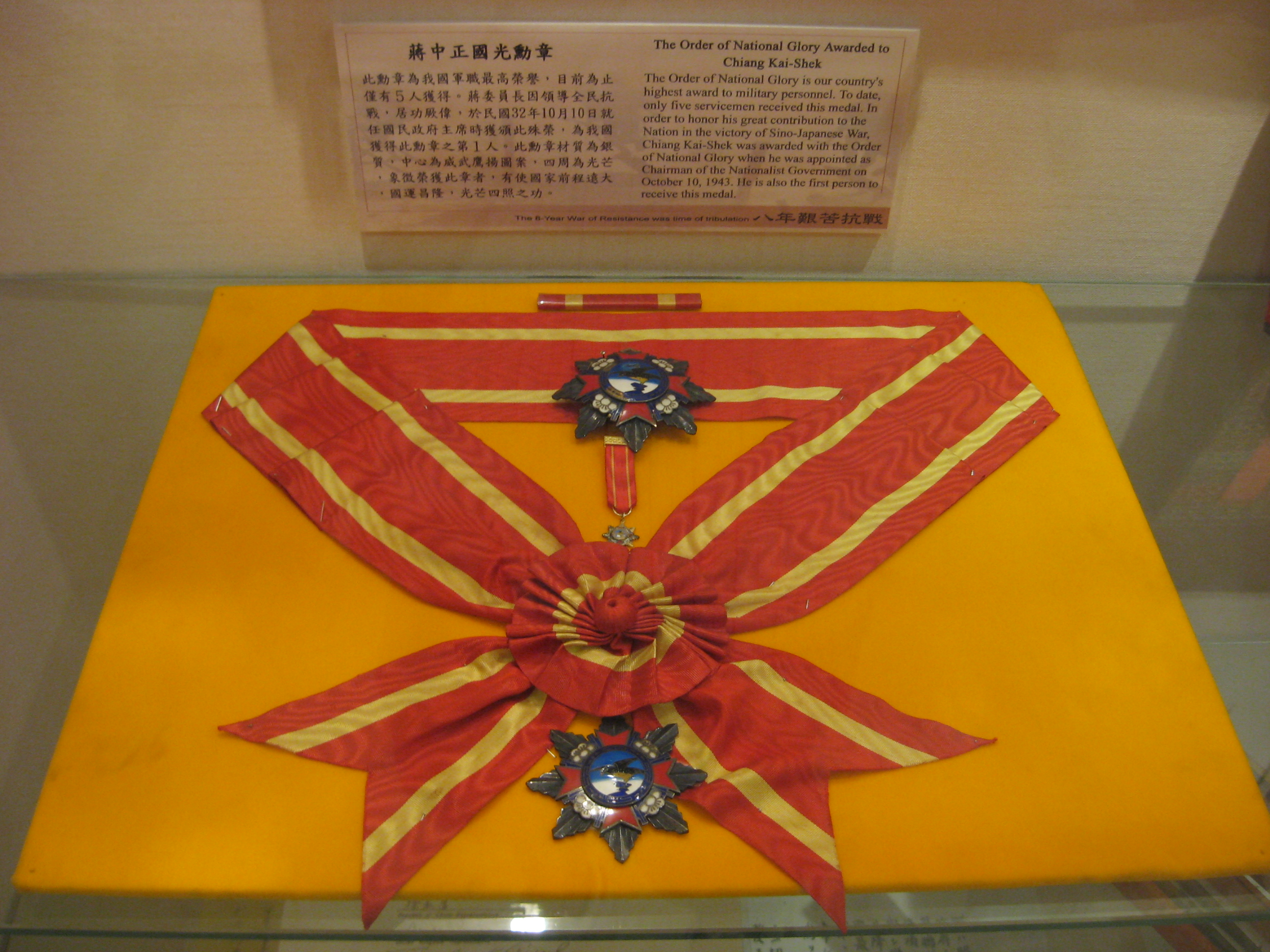
蔣中正的國光勳章

國光勳章為中華民國最高榮譽的軍職勳章。此勳章於1937年11月8日制定，1938年2月20日施行，主要頒授予捍禦外侮、保衛國家的軍人。中華民國開國至今有五人獲得國光勳章，分別為蔣中正、傅作義、周至柔、俞大維及何應欽，其中蔣中正的勳章現正收藏於國軍歷史文物館。

## 获得者应具备的条件
根据《陆海空军勋赏条例》规定，本勋章获得者需具备如下条件：
1. 歼灭敌军全部或大部，并夺获敌军重要地点，及军旅火炮或重要军备等。
2. 坚守要隘使敌不得逞，致我军克奏肤功者。
3. 歼殪或捕获敌军重要人员者。
4. 断绝敌军交通，或夺获敌军粮军械，战局因以奏功者。
5. 冒险伏置水雷，得以轰沉敌之军舰或加危害，使敌失战斗力者。
6. 冒险冲破敌之包围或封锁，以苦战斗运输之途，终得达其目的者。
7. 首先占领有守备之炮湾港湾或城市者。
8. 夺获或击沉敌力军舰及军用船只者。
9. 冒险入敌之港湾破坏其船舰者。
10. 于一次任务中空中击落敌机五架以上，地面击毁敌机八架以上者。
11. 冒险封锁敌之港湾得尽其任务者。
12. 空中轰炸命中敌之要塞、重要军港、航空母舰主力舰及其重要军事设备使之全毁或沉没，影响敌力战力或轰炸交通要点使敌军运输补给陷于瘫痪因而获得重大胜利，有充分证明者。
13. 冒险侦察精密准确，赖以洞悉敌情因获胜利，予敌重大损失或使我军避免重大损失者。
14. 捕获或击落敌之飞机五架以上或捕获敌军战车八辆以上者。

从理论上说，各个级别的军人均有资格获得此勋章，但现行的5名获得者均为统帅级人员（其中傅作義後在國共內戰中投共），故此该勋章被认为是高不可攀的象征性摆设，犹如苏联的胜利勋章。

## 章体
国光勋章由图案相同的星章和大绶章组成，章体中心为威武鹰扬图案。四周为光芒，象徵荣获此章者有使国家前程远大、国运昌隆、光芒四照之功勋。

## 绶带
国光勋章绶带，设立初期使用红地镶金线襟绶，1980年后改为红地镶金线大绶带。
此章于著军礼服时，佩于左襟中部，大绶由右肩斜至左胁下；著军常服时，得佩带勋表。与陆海空军勋章并佩时，居于最高之位置。